# 尼崎北警察署
尼崎北警察署（あまがさききたけいさつしょ）は、兵庫県警察が管轄する警察署の一つ。
尼崎市北部を管轄区域とする。

## 所在地
- 兵庫県尼崎市南塚口町二丁目13番23号

## 管轄区域
尼崎市のうち
- 大西町一丁目～三丁目
- 尾浜町一丁目～三丁目
- 上ノ島町一丁目～三丁目
- 栗山町一丁目・二丁目
- 三反田
- 三反田芦原町
- 三反田町一丁目～三丁目
- 立花町一丁目～四丁目
- 塚口
- 塚口町一丁目～六丁目
- 塚口本町一丁目～七丁目
- 富松町一丁目～四丁目
- 東七松町（東七松町一丁目・二丁目を除く）
- 水堂町一丁目～四丁目
- 南塚口町一丁目～八丁目

- 南武庫之荘一丁目～十二丁目
- 武庫之荘東一丁目・二丁目
- 武庫之荘本町一丁目～三丁目
- 名神町一丁目・二丁目
- 常松一丁目・二丁目
- 常吉一丁目・二丁目
- 西昆陽一丁目～四丁目
- 武庫町一丁目～四丁目
- 武庫の里一丁目・二丁目
- 武庫之荘一丁目～九丁目
- 武庫之荘西二丁目
- 武庫元町一丁目～三丁目
- 武庫豊町二丁目～三丁目
- 猪名寺三丁目

## 交番
- 阪急塚口駅前交番 - 尼崎市南塚口町二丁目863
- 塚口東交番 - 尼崎市塚口本町一丁目35-11
- 塚口西交番 - 尼崎市塚口町三丁目38-6
- 生島交番 - 尼崎市大西町一丁目16-5
- 武庫之荘交番 - 尼崎市武庫之荘二丁目10-1
- 南武庫之荘交番 - 尼崎市南武庫之荘七丁目23-15
- 西昆陽交番 - 尼崎市西昆陽一丁目27-36
- 西武庫交番 - 尼崎市武庫元町二丁目17-1
- 尾浜交番 - 尼崎市名神町二丁目2-31
- 立花駅前交番 - 尼崎市立花町一丁目4-1
- 塚口北詰所 - 尼崎市塚口町六丁目34-20

## 廃止された交番
- 塚口北交番 - 尼崎市塚口町六丁目34-20

## アクセス
- 阪急電鉄 塚口駅から南東へ約300m
- JR 塚口駅から西へ約700m